# کیاکلا (نور)
کیاکلا، روستایی از توابع بخش چمستان شهرستان نور در استان مازندران ایران است.

## وجه تسمیه
واژه کِلا (kelā) دگرگون گشته واژه کَلاک (kalāk) و کَلات (kalāt) در مفهوم قلعه است، که در زبان مازندرانی به‌صورت کَلا (kalā) و کُلا (kolā)، و در زبان گیلکی و زبان تاتی کَلایه (kalaye) تلفظ می‌شود و در مفهوم دژ و آبادی مجهز به جایگاه دفاعی می‌باشد. این واژه در نام بیشتر روستاهای مازندران از رامسر تا گرگان، روستاهایی در شرق گیلان و در قسمت های شمالی قزوین شامل الموت دیده می‌شود.
بر خلاف زبان فارسی، در زبان های خانواده ایرانی شمال غربی به مانند گیلکی و مازندرانی صفت بعد از اسم می‌اید، در نتیجه واژه کیا+کلا معادل 'قلعه کیا' در فارسی می‌باشد.

## جمعیت
این روستا در دهستان لاویج قرار دارد و براساس سرشماری مرکز آمار ایران در سال ۱۳۸۵، جمعیت آن ۷۸۴ نفر (۱۸۶خانوار) بوده‌است.